# 天明 (大理)
天明（てんめい）は、中国の大理国の段素興の時代に使用された元号。
年代不詳 - 1044年。